# Onoeris
Onoeris (Egyptisch: Anhoer) was een god uit de Egyptische oudheid.

## Mythologie
De god onoeris was een oorlogsgod en een jachtgod. Hij kwam uit Thinis en zijn verering gaat terug tot de Vroeg-dynastieke of Thinitische Periode. Zijn naam betekent "hij die de terugbrenger is van die ver weg woont" en houdt verband met de mythe dat de god naar Nubië ging om het Oog van Ra terug te brengen die zijn echtgenote werd: Mechit. Onoeris vertoont gelijkenis met Sjoe in de Heliopoliaanse versie van het "Oog van Ra". Onoeris werd ook geassocieerd met Horus en in de Ptolemaeïsche tijd werd hij vereenzelvigd met de god Ares.

### Aanbidding
De cultuscentrum was oorspronkelijk in Thinis bij Abydos. Dit verplaatste zich in latere tijden naar de delta in de stad Sebennytos, waarbij hij vereenzelvigd werd met Sjoe in de vorm Onoeris-sjoe.

### Afbeelding
Onoeris wordt afgebeeld als een staande god, met een baard en vier pluimen op zijn hoofd. Hij heeft een lans of een speer in zijn rechterhand die hij opgeheven houdt, in zijn linkerhand heeft hij een touw waaraan hij de leeuwin meevoert. De god heeft als kleding een lange jurk aan die gedecoreerd is met veerpatronen.
Aker · Amaoenet · Ammit · Amenhotep, zoon van Hapoe · Amon · Amon-Re · Amset · Anat · Andjeti · Anhoer · Anubis · Anoeket · Apedemak · Apepi · Apis · Arensnuphis · Astarte · Atoem · Aton · Baäl · Baälat · Bat · Banebdjedet · Bastet · Benben · Benoe · Bes · Buchis · Chentiamentioe · Chepri · Chons · Doeamoetef · Geb · Hapy (Nijlgod) · Hapy (zoon van Horus) · Harmachis · Harpocrates · Hathor · Hatmehyt · Heh en Hehet · Heka · Heket · Herisjef · Hesat · Horus · Hoe · Iaret · Imhotep · Ishtar · Isis · Isis-Sothis · Kebehsenoef · Kek · Chnoem · Maät · Mandulis · Mentoe · Meretseger · Mesechenet · Min · Miysis · Mnevis · Moet · Naoenet · Nechbet · Nechen en Pe · Nefertem · Neith · Nennoe · Nephthys · Noen · Noet · Osiris · Pachet · Ptah · Qetesh · Ra · Renenoetet · Renpit · Resjef · Satet · Sechmet · Selket · Serapis · Sesjat · Seth · Sjoe · Sobek · Sokaris · Sopdet · Ta-Bitjet · Tabh · Tatenen · Taweret · Tefnoet · Thoth · Wadjet · Wepwawet · Werethekaoe ·